# 纳奈莫条
纳奈莫条（英語：Nanaimo bar）是一种起源于加拿大的糕点。纳奈莫条以发源地，西海岸城市纳奈莫命名，制作简单，不需要烤箱，在北美各地都很受欢迎。纳奈莫条最下面一层用碎饼干夯实，中间一层淡香草或奶黄味的糖霜，最上面浇一层融化的巧克力。其口感特殊，且美味。
其他变种的纳奈莫条使用不同的饼干碎或糖霜（如用花生酱代替），最上层的巧克力可以用不同的口味，或添加装饰。两种流行的纳奈莫条变种是用薄荷味和摩卡咖啡味糖霜。